# Sinpunctiptilia
Sinpunctiptilia là một chi bướm đêm thuộc họ Pterophoridae.

## Các loài
- Sinpunctiptilia emissalis Walker, 1864
- Sinpunctiptilia tasmaniae Arenberger, 2006